# Йон Попеску-Сибиу
Йон Попеску-Сибиу (на румънски: Ion Popescu-Sibiu) е румънски лекар и психоаналитик, пионер на психоанализата в Румъния.

## Биография
Роден е през 1901 г. в Сибиу, Австро-Унгария. Учи психология в Букурещ и Яш. По-късно става военен лекар. През 1927 г. защитава докторска дисертация на тема „Концепцията на психоанализата“ в Яшкия университет. В периода 1928 – 1932 г. Попеску води кореспонденция със Зигмунд Фройд. През 1932 е награден от Румънската академия на науките с награда за второто си преработено издание на „Концепцията на психоанализата“. През 1934 година се основава Румънско общество за медицинска психология, а Попеску води неговата лаборатория за психосоматика до 1938 г. През 1925 г., заедно с Константин Влад, създава Румънско списание за психоанализа, от което излиза само един брой. Участва в различни международни конгреси по психоанализа преди Втората световна война. През 1946 г. отново с Влад създава Общество за психопатология и психотерапия. През 1952 г. Румънската комунистическа партия забранява психоанализата и всякаква практика. В този момент в Румъния практикуват Попеску, Влад, Йон Виану, Еуген Пападима, Ирена Талабан, Надя Буйор, Хория Беят, Августин Камбосие, Раду Клит, Василе Замфиреску.
Умира на 11 септември 1974 г. в Букурещ на 73-годишна възраст.